# ألان يوهانسن
ألان يوهانسن (بالدنماركية: Allan Johansen)‏ مواليد 14 يوليو 1971 في سيلكيبورج، هو دراج دانمركي سابق في صنف سباق الدراجات على الطريق. سبق أن شارك في دورة الألعاب الأولمبية الصيفية.

## سجل النتائج

### سباقات أو مراحل فاز بها
- طواف فرنسا
- طواف إسبانيا

## الميداليات
| الميدالية | المسابقة                       |
| --------- | ------------------------------ |
| فضية      | الألعاب الأولمبية الصيفية 2000 |

## وصلات خارجية
- الموقع الرسمي

## روابط خارجية
- ألان يوهانسن على موقع الاتحاد الدولي للدراجات (الإنجليزية)
- ألان يوهانسن على موقع أرشيف الدراجات (الإنجليزية)
- ألان يوهانسن على موقع إحصائيات الدراجات الإحترافية (الإنجليزية)
- ألان يوهانسن على موقع نسبة الدراجات (الإنجليزية)
- ألان يوهانسن على موقع CycleBase (الإنجليزية)